# 대우초등학교
대우초등학교(大宇初等學校)는 대한민국 경상남도 거제시에 있는 사립 초등학교이다.

## 학교 연혁
- 2023. 03. 01 : 곽철옥 7대 교장 취임
- 2016. 02. 18 : 제 33회 88명 졸업 (총 3,044명 졸업)
- 2015. 03. 01
- 2011. 03. 01 : 교육청 영재학급 (수학과학, 인문사회) 운영
- 2006. 11. 11 : 지성학원 도서관 준공 (금목서 도서관)
- 2001. 07. 01 : 강중식 5대 교장 취임
- 1996. 09. 01 : 박중호 4대 교장 취임
- 1992. 03. 01 : 정용원 3대 교장 취임
- 1990. 03. 24 : 24학급 증설 인가
- 1984. 10. 15 : 안병조 2대 교장 취임
- 1984. 02. 25 : 신관교사 (11실) 신축 완공
- 1984. 02. 20 : 제 1회 졸업식(남 12, 여 22, 계 34명)
- 1983. 02. 20 : 옥포 가교사에서 아주리 신축 교사로 이전
- 1983. 01. 01 : 임용빈 초대 교장 취임
- 1982. 05. 05 : 교가 제정(작사:윤석중, 작곡:유병무)
- 1982. 03. 05 : 1학년 2학급 편성 제 1회 입학식
- 1982. 02. 26 : 거제중고 이회우 교장 직무 겸임 , 교감 정용원 부임
- 1982. 02. 17 : 대우초등학교 설립 인가
- 1980. 09. 30 : 학교법인 지성학원 정희자 이사장 취임

## 참고 자료
- 대우초등학교 - 한국교육학술정보원 학교알리미